# イスラム教と他宗教との関係
イスラム教と他宗教との関係（イスラムきょうとたしゅうきょうとのかんけい）では、イスラム教と他宗教との関係についてのイスラム法上の規定とそれへの批判、及び現実におけるムスリム・非ムスリムの間の関係について記述する。

## イスラム法における異教徒
イスラムの聖典クルアーンには、多神教に対する明確な敵意が記述されており、彼等に対するジハードが説かれている。しかし一方で彼等が和平を望み、イスラム教徒に害を及ぼさない場合、平和的関係を結んでも良いとされている。また他の一神教徒に対してはイスラムの支配下において一定程度の自由を保障した隷属民であるズィンミーとして処遇すると記されており、ジズヤを払う場合その信仰を保護しなければならないとされている。後にイスラム法学者の中には多神教徒に対してもズィンミーとしての権利を保障するべきだという意見が広まり、現実の政治に活用された。
ズィンミーとムスリムの婚姻に関しては、ムスリム男性はズィンミーの女性と結婚できるが、ズィンミーの男性はムスリムの女性と結婚することは出来ない。ズィンミーの男性がムスリムの女性と性的関係をもった場合、男性は処刑される。また、非ムスリムの女性がムスリムに改宗したが、その夫が改宗しない場合、結婚の解消を強制される。
注意しなければならないのは、以下に述べるとおり現実のムスリムと非ムスリムとの関係は極めて多様であり、良くも悪くもイスラム法どおりではないことである。とりわけ近現代では全てのイスラム教徒が旧来のイスラム法やクルアーン理解を信仰しているわけではないため、上記規定に批判的なムスリムも少なくない。故にステレオタイプに基づく理解は避けるべきとされている。

## 現実におけるイスラム教徒と異教徒の関係

### 歴史的関係
現実世界におけるイスラム教徒と異教徒との関係は極めて多様であり、イスラム法上の規定通りではない部分も多い。比較的異教徒に寛大だったイスラーム政権として後ウマイヤ朝、オスマン帝国、そしてムガル帝国を挙げることが出来る。
まず後ウマイヤ朝ではキリスト教徒とユダヤ教徒の権利はかなりの程度保護されており、この時代においては稀なほど寛容の精神が発揮された。このような精神はイベリアのキリスト教国の間にも広まり、少なくともレコンキスタの本格化までの間、イベリア半島は宗教的寛容が支配する地域となった。
オスマン帝国ではスルタンがローマ帝国皇帝を兼任していたためキリスト教徒の高官も前期には多く存在しており、平等ではないもののかなりの寛大な取り扱いがクリスチャンを中心とする非ムスリムに対して行われた。当時ヨーロッパで迫害されていたユダヤ教徒がオスマン帝国に多く流入してきたこともこれを証明している。とはいえ18世紀以降は帝国のアイデンティティーはイスラムに絞られ、ズィンミーの権利も徐々に縮小されていった。
最後にムガル帝国における宗教的寛容はイスラムの歴史上特筆するべきものとされている。これはイスラムが共存せねばならない相手が仏教やヒンドゥー教などの多神教であり、イスラム原理主義からすれば最も忌み嫌われる信仰であること、またムガル帝国における宗教的寛容は他のどのイスラム王朝にも増して強いものであり、一時はイスラム法の限界を超えるものだったことが理由である。
インドにおけるイスラームの寛容の精神は、ムガル帝国の3代皇帝アクバル以降のジズヤ廃止に象徴され、インドはこの時代最も宗教に寛容な国となった。またイスラームとヒンドゥーの対話は民間においても進展し、カビールの思想やナーナクのシク教となって結実した。アクバル帝の孫ダーラー・シコーはヒンドゥー教とイスラム教の対話を纏めた書物『二つの海の交わる所』を記し、イスラームとヒンドゥーとの融和を説いた。
とはいえこの宗教的に寛容な時代は、ダーラーの弟アウラングゼーブに対する敗北によって終焉を迎えた。アウラングゼーブは異教徒に対し極めて厳しい態度を取り、ジズヤの復活にとどまらず、イスラム法に依り保障されたズィンミーとしての権利（生命権・財産権・信教の自由）にすら制限を加えた。彼の時代には多くの非ムスリムが虐殺され、寺院は破壊された。但しこれに対しては、イスラム法上ズィンミーとして扱われるのはあくまでアブラハムの宗教のみであり、多神論者や無神論者には『剣かコーランか』を迫るのが正しいとする、現在のワッハーブ派などにも見られる原理主義的イスラム法解釈を挙げて、理論上は明確にイスラム法違反とはいえないとする意見もある。とはいえこの時代このようなイスラム法解釈はかなり稀で全ての異教徒をズィンミーとして扱うことが慣例だったのも事実である。
反対にイスラム教徒が非イスラム教徒の支配する地域に住んだ場合であるが、前述したとおり中世イベリアにおいてはキリスト教国においてイスラム教徒は公認された異教徒としての権利を保障され、ユダヤ教徒同様一定程度の権利と信仰の自由を与えられた。とはいえ多くの欧州キリスト教国ではイスラム教徒への敵意は根強く近世に至るまでこの種の不平等な共存すら稀であった。

### 現在のイスラム教徒と異教徒との関係
現在ムスリムが、非ムスリムが多数を占める地域でまとまって居住しているのは欧州やインドなどである。欧州においては長らくキリスト教至上主義が強くヴェストファーレン条約以降も完全な信教の自由が保障されたのは原則としてキリスト教内部の各宗派に対してのみであったが、20世紀に入ってユダヤ教徒やイスラム教徒など他宗教をも含めた完全な信教の自由が実現し、民主主義の一応の完成を見た。故に欧州に居住するムスリムは法的には何ら差別を受けない。しかし現実には民間レベルでの差別が根強く残存しており、またそれに反発してイスラームに縋る若者がテロに走るなどの問題も起こっている。インドの憲法において信教の自由が完全な形で保障されているが、現実にはヒンドゥー教徒やイスラム教徒、シーク教徒への圧迫が存在しており、何度か三者間での大規模な騒乱が起こっている。またビルマでは仏教徒の勢力が強く、イスラム教徒やキリスト教徒は二級市民としての扱いを受けている。仏教への改宗圧力が存在し、モスクの新設や修理にも強い規制がある。
ムスリムが多数派を占める地域での非ムスリムとの共存も大きな問題を抱えている。前述のとおりイスラム法ではイスラームの絶対的な優位が規定されており、イスラム教徒が多数派を占める地域のイスラム法学者は現在でもイスラム教徒が多数を占める国家では異教徒の人権は制限されて当然であるという考えを持っている者が多い。無論リベラリストのムスリムはこれらの地域にも存在しており、これらの不平等を批判しているが主流からは程遠いとされる。これらの国々における異教徒への不平等な取り扱いは非ムスリムから強く批判されている。

イスラム教国の中でもっとも異教徒への人権侵害が激しいのはイラン、サウジアラビア、アフガニスタンなどであり、これらの国々では未だに異教徒はズィンミーさながらの扱いを受けているとの主張もある。日本発の新宗教団体として最大の海外組織を持つ創価学会もアラビア半島ではアラブ首長国連邦のドバイに本部を置く「湾岸創価学会」が周辺諸国を兼轄する形になっているが、これらの国では事実上活動できない状況に追い込まれている。
一方イスラム教国・準イスラム教国であっても非正統派が権力を握るシリアや政教分離が徹底したトルコ、アルバニア（キリスト教徒の勢力も強い）、キリスト教徒とイスラム教徒の勢力が拮抗したレバノンなどではおおむね信教の自由が保障されている。
ムスリムと非ムスリムの婚姻も地域によってその可否が分かれる。西ヨーロッパ、中央アジア、インド、トルコを含むバルカン諸国などのムスリムは必ずしもイスラム法の規定にしたがっておらず、イスラム法で明確に禁止されているムスリム女性と異教徒男性との結婚も存在している。但し地域による違いもあり、保守的なムスリム家庭の場合駆け落ちを強いられることがある。
イスラム法の厳格な適用が行われる中東では、男性のみならず女性も結婚に際しイスラムへの改宗を強制される。これはリベラル派のイスラム教徒と非ムスリムから重大な人権侵害であると指摘されているが、保守派ムスリムの抵抗が根強く法改正にはほど遠い。
日本は憲法において信教の自由が保障されており、いかなる形であれ宗教の強制は許されない。しかし現実には日本でもイスラム教徒が結婚に際し相手側に改宗を強制することがある。日本のイスラム教徒は主としてパキスタンなど、イスラム原理主義的な思想を持つ国から来ている場合が多いためである。また、このような場合子供の信教の自由も制限されるという意見もある。

## 参照
1. ↑  イスラーム質疑応答サイト